# 遠藤温
遠藤 温（えんどう おん、1823年9月1日（文政6年7月27日）- 1896年（明治29年）6月4日）は、明治時代の政治家、弁護士。衆議院議員（1期）。

## 経歴
陸奥仙台藩領桃生郡深谷北村（宮城県桃生郡深谷村、北村、河南町を経て現石巻市）出身。上京し昌平黌に入り経史を修める。帰郷後は家業の醸造業に従事する傍ら、子弟教育に尽くす。1868年（明治元年）、藩政改革で多大な功績を上げ、藩世子の侍読と大番隊士に抜擢され、戊辰戦争で活躍する。会津戦争では会津藩赦免の嘆願に関与した。1869年（明治2年）昌平黌教授試補兼副舎長となり、同年5月、教授兼舎長に進み、7月、大学中助教となる。
1870年（明治3年）5月、仙台藩少参事に任じ、1871年（明治4年）4月、権大参事に進み、1875年（明治8年）2月、宮城県参事となった。同年6月、判事を兼ね、翌1876年（明治9年）、官職を辞して代言人（弁護士）となる。
1879年（明治12年）宮城県会議員に選出され、副議長、常置委員を経て、1884年（明治17年）議長に挙げられた。1890年（明治23年）7月の第1回衆議院議員総選挙で宮城県第5区から選出されたが、任期途中の1891年（明治24年）11月11日に辞任した。

## 親族
- 養子 遠藤良吉（衆議院議員）[7]